# De administrando imperio
De administrando imperio is een boek, dat rond 950 geschreven werd door de Byzantijnse keizer Constantijn VII. Vertaald betekent het Over het bestuur van het rijk. De originele titel van het werk is Pros ton idion yion Romanon (Aan onze zoon Romanus, Grieks: Προς τον ίδιον υιόν Ρωμανόν). Het werk was oorspronkelijk bedoeld als handboek voor de binnenlandse en buitenlandse politiek ten behoeve van Constantijns zoon en opvolger Romanos II. Het bevat raadgevingen over de werking van het multi-etnische rijk en over de manier waarop vijanden van buiten verslagen konden worden.
Oorspronkelijk was het slechts een van de vele boeken die Constantijn Porphyrogenitos geschreven had, maar het werd later belangrijk als historische bron over het wordingsproces van Europa. Zo beschrijft het de komst van de Serviërs (uit Wit-Servië) en van de Kroaten in de Balkan tijdens de 7e eeuw, het Kievse Rijk, Groot-Moravië, de Varjagen (die eveneens Rus werden genoemd), evenals van andere stammen als de Petsjenegen en de Arabieren. Het werk bevat ook een uitgebreide discussie over de mogelijkheid om bondgenootschappen te sluiten met verschillende volkeren uit de Pontisch-Kaspische Steppe en de Kaukasus om tegengewicht te vormen tegen de Kanse Chazaren. De originele titel was « Περι εθνων » (Peri Ethnon), hetgeen "over de volkeren" betekent.
Een belangrijk idee dat in het boek wordt aangevoerd is om vijanden zodanig te manipuleren dat zij elkaar bestrijden, in de plaats van middelen en geld te verspillen door zelf oorlog tegen hen te voeren. Vermeldenswaardig is ook de beschrijving van het gebruik van Grieks vuur, zonder dat echter de geheime samenstelling ervan wordt aangegeven. Het boek bevat bovendien verschillende genealogieën, zoals die van de profeet Mohammed in hoofdstuk 14.